# Котихи
Коти́хи (греч. Κοτύχι) — небольшое солоноватое озеро в Греции, на северо-западе Пелопоннеса. Расположено близ побережья залива Килиниоса Ионического моря к северу от малого города Лехены. Относится к периферийной единице Элиде в периферии Западной Греции. Площадь 3,7 квадратного километра.
Является местом обитания водоплавающих птиц: большой белой цапли, малой белой цапли, каравайки, удода, белоглазого нырка, кудрявого пеликана, а также степной пустельги, обыкновенной горлицы и других птиц. Находится под защитой Рамсарской конвенции.
В озере обитает обыкновенный лаврак, лобан, золотистый спар и речной угорь.